# Медовий осот солонцевий
Медовий осот солонцевий або рапонтикум серпієвидний (Leuzea altaica Link, або Rhaponticum serratuloides (Georgi) Bobrov) — вид рослин родини айстрові (Asteraceae), поширений у південно-східній Європі й Туреччині.

## Опис
Багаторічна рослина 25–110 см заввишки. Рослина з вертикальним кореневищем і простим борознистим, під кошиком потовщеним стеблом. Листки цілісні, цілокраї або дрібнозубчасті; прикореневі й нижні стеблові — великі (до 35 см завдовжки і 13 см шириною), овально-еліптичні, довго-черешкові; середні й верхні — дрібніші, до основи звужені, сидячі; все листя в молодому стані жорсткувато-павутинисте. Кошики одиночні на кінцях стебел, великі. Обгортка (сукупність верхніх листків або приквітків біля основи суцвіття) куляста, 3.5–6 см в діаметрі, її листочки, з округлими або яйцеподібними плівчастими придатками. Всі квітки в кошику трубчасті, двостатеві. Віночки рожеві. Загальне квітколоже щетинисте. Чубчик сім'янок з білуватих перистих щетинок, з'єднаних біля основи в кільце, опадає.

## Поширення
Європа: Румунія, Молдова, Україна, пд.-зх. Росія; Азія: Туреччина.
В Україні зростає на солонцюватих луках — у півд. ч. Степу. Входить у переліки видів, які перебувають під загрозою зникнення на територіях Дніпропетровської, Донецької, Запорізької, Луганської, Одеської, Харківської областей.